# Lake Balangida
Lake Balangida (in der deutschen Kolonialzeit Balangdasee genannt) ist ein flacher alkalischer See im Westen der Manyara Region im Natron-Manyara-Balangida-Zweig des Ostafrikanischen Grabenbruchs im Nordosten Tansanias.
Im Südosten wird der See durch den über 3400 m hohen Vulkanberg Mount Hanang begrenzt.
Die Umgebung des Balangida-Sees wird landwirtschaftlich und als Weideland genutzt.